# Fotografica
Fotografica zijn in de breedste zin verzamelobjecten met betrekking tot de fotografie, over het algemeen oudere, niet meer in gebruik zijnde voorwerpen.
Fotografica kunnen naast andere voorwerpen zijn:
- Foto's van camera's, objectieven, fotografische apparatuur
- Antieke foto's
- Boeken, tijdschriften en andere drukwerken over fotografie en fotografen
- Camera's
- Objectieven
- Projectoren
- Toebehoren, bv. belichtingmeters

Verzamelaars van fotografica zijn in Nederland verenigd in de "Nederlandse Vereniging van Fotograficaverzamelaars". De vereniging werd in 1977 opgericht als ‘Camera Oldtimer Club’.